# Zauvijek moja
Zauvijek moja (in cirillico: Заувијек моја; dal montenegrino: per sempre mia) è un singolo della boy band montenegrina No Name pubblicato nel 2005.
Il brano è stato composto da Slaven Knezović e scritto in lingua montenegrina da Milan Perić.
Dopo aver vinto sia il Montevizija 2005 che l'Evropesma 2005, il brano ha rappresentato la Serbia e Montenegro all'Eurovision Song Contest 2005, classificandosi al 7º posto nella finale dell'evento.